# 筑紫勝麿
筑紫 勝麿（ちくし かつまろ、1947年（昭和22年）1月31日 - ）は、日本の大蔵官僚、弁護士。財務省造幣局長、サントリー常務取締役などを歴任。

## 略歴
- 1965年（昭和40年）3月：福岡県立修猷館高等学校卒業
- 1970年（昭和45年）3月：東京大学法学部卒業
- 1970年（昭和45年）4月：大蔵省入省（理財局国有財産総括課）[1]
- 1971年（昭和46年）4月：大蔵省理財局国債課[1]
- 1972年（昭和47年）5月：大蔵省理財局付（ドイツ留学）[1][2]
- 1974年（昭和49年）7月：大蔵省主計局調査課調査係長[3][1]
- 1975年（昭和50年）7月：草津税務署長[1]
- 1976年（昭和51年）7月：大蔵省国際金融局企画課長補佐（銀行）心得[4][1]
- 1978年（昭和53年）5月：外務省在ドイツ民主共和国日本国大使館二等書記官[1]
- 1980年（昭和55年）4月：外務省在ドイツ民主共和国日本国大使館一等書記官[1]
- 1981年（昭和56年）7月：大蔵省証券局企業財務課長補佐[1]
- 1983年（昭和58年）6月：大蔵省大臣官房会計課長補佐[1]
- 1984年（昭和59年）7月：大蔵省理財局国有財産第二課特別財産室長[1]
- 1985年（昭和60年）6月：国防会議事務局参事官[1]
- 1986年（昭和61年）1月：内閣官房内閣審議官
- 1987年（昭和62年）7月：北海道開発庁予算課長
- 1989年（平成元年）6月：大蔵省大臣官房参事官（大臣官房調査企画課担当）[5]
- 1990年（平成2年）7月：大蔵省国際金融局国際資本課長
- 1991年（平成3年）6月：経済企画庁調整局財政金融課長
- 1993年（平成5年）7月：大蔵省関税局国際機関課長[1]
- 1995年（平成7年）5月：大阪税関長
- 1996年（平成8年）7月：大蔵省大臣官房審議官（関税局担当）
- 2000年（平成12年）6月：大蔵省造幣局長
- 2001年（平成13年）1月：財務省造幣局長
- 2003年（平成15年）3月：退官
- 2003年（平成15年）6月：サントリー株式会社顧問
- 2003年（平成15年）9月：サントリー株式会社常務取締役
- 2005年（平成17年）3月：サントリー株式会社次世代研究所長
- 2006年（平成18年）3月：サントリー株式会社文化・社会貢献本部長
- 2011年（平成23年）4月：弁護士登録
- 2012年（平成24年）1月：丸の内中央法律事務所弁護士[2]
- 2018年（平成30年）4月：瑞宝中綬章受章[6]

## その他役職
- 社団法人国際音楽交流協会理事
- 日本ワーグナー協会評議員
- 財団法人サントリー文化財団評議員
- 社団法人日本租税研究協会理事

## 大蔵省同期
- 細川興一（日本政策金融公庫総裁、財務次官）
- 坂篤郎（日本郵政社長、内閣官房副長官補、内閣府審議官）
- 大武健一郎（国税庁長官）
- 原口恒和（イオン銀行会長、金融庁総務企画局長）
- 妹尾喜三郎（印刷局長）
- 松谷明彦（政策研究大学院大学教授、大臣官房審議官（大臣官房担当）、横浜税関長）
- 岩下正（財政金融研所長、国際局次長、在米国大使館公使）など。